# Стрельба в школе Сентенниэл
Стрельба в школе Сентенниэл секондари (Brampton Centennial Secondary School) — события, произошедшие 28 мая 1975 года в г. Брамптон, Онтарио, Канада, когда 16-летний ученик Майкл Питер Слободян (англ. Michael Peter Slobodian) из самозарядной винтовки убил двоих и ранил 13 человек в своей школе, а затем покончил с собой.

## Событие
В среду, 28 мая 1975 года Майкл Слободян пришёл в свою школу с двумя самозарядными винтовками 22-го и 44-го калибров, которые он пронёс, спрятав в футляр от гитары. Майкл был зол на учителя физики за то, что тот поставил плохую оценку, которая не позволяла ему поступить в медицинскую академию, и хотел отомстить ему. Однако он оказался не в состоянии сделать это, поскольку кабинет физики находился на третьем этаже. Тогда Слободян направился к мужской уборной, где начал стрелять в учеников. Он убил одноклассника — Джона Слингера. Затем он забежал в класс, где убил преподавателя английского языка Маргарет Райт и ранил ещё 13 человек. Затем вышел в коридор, где покончил с собой прямо у входа в класс.
Свидетелями стрельбы стали Кэти и Нэнси Девис — дочери премьер-министра Онтарио Билла Дэвиса, а также будущая звезда The Kids in the Hall — Скотт Томпсон, который был знаком со Слободяном.

## Последствия
Школа была закрыта до понедельника. После этого происшествия в Канаде был ужесточён контроль над огнестрельным оружием. Ранее любой человек мог зайти в оружейный магазин и без проверки купить любое оружие и боеприпасы в любом количестве.